# Schübler-Choräle

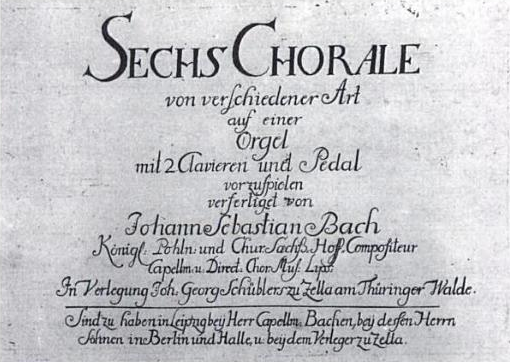
Titelblatt der Originalausgabe aus dem Jahr 1746

Die Schübler-Choräle sind sechs Choralbearbeitungen für Orgel von Johann Sebastian Bach (Originaltitel: Sechs Choräle von verschiedener Art). Insbesondere Wachet auf und Kommst du nun, Jesu, vom Himmel herunter gehören zu den bekanntesten Orgelwerken Bachs. Die Melodie des Letzteren kennt man eher unter dem Text von Lobe den Herren – durch die Unterlegung des unbekannten Textes lässt sich diese Sammlung durchgehend dem Ende des Kirchenjahres und dem Advent zuordnen.

## Entstehung und Spielbarkeit
Die genaue Entstehungszeit der Sammlung ist unbekannt; der Originaldruck wurde 1748/1749 von Johann Georg Schübler in Zella besorgt; ihm verdankt sie auch ihren Namen. Fünf der sechs Sätze sind Bearbeitungen von erhaltenen Kantatensätzen. Für den zweiten (BWV 646) ist die nur bruchstückhaft erhaltene Kantate 188 als Quelle vermutet worden; dies bleibt aber Spekulation.
Die Sätze wurden möglicherweise zunächst nach dem Kriterium leichter Spielbarkeit ausgesucht; die meisten der Sätze sind nur dreistimmig, und ihr Pedalbass bringt entweder den Cantus firmus oder dient als rhythmisch einfach gearbeitete harmonische Stütze für die Oberstimmen. Etwas schwieriger sind die vierstimmigen Sätze Wer nur den lieben Gott lässt walten und Meine Seele erhebt den Herrn. In Letzterem ist das Pedal gleichberechtigt mit den beiden Stimmen der linken Hand an der Durchführung und Verarbeitung der Themen beteiligt.

## Übersicht der Sätze
| Nr. | BWV     | Titel                                    | Taktart | Tonart | Vorlage                                                                                                 |
| --- | ------- | ---------------------------------------- | ------- | ------ | --- |
| 1   | BWV 645 | Wachet auf, ruft uns die Stimme          | c       | Es-Dur | Satz 4 Zion hört die Wächter singen aus Kantate BWV 140: „Wachet auf“                                   |
| 2   | BWV 646 | Wo soll ich fliehen hin                  | c       | e-Moll | – |
| 3   | BWV 647 | Wer nur den lieben Gott lässt walten     | c       | c-Moll | Satz 4 Er kennt die rechten Freudenstunden aus Kantate BWV 93: „Wer nur den lieben Gott lässt walten“   |
| 4   | BWV 648 | Meine Seel erhebt den Herren             | 6/8     | d-Moll | Satz 5 Er denket der Barmherzigkeit aus Kantate BWV 10: „Meine Seel erhebt den Herren“                  |
| 5   | BWV 649 | Ach bleib bei uns Herr Jesu Christ       | c       | B-Dur  | Satz 3 Ach bleib bei uns Herr Jesu Christ aus Kantate BWV 6: „Bleib bei uns, denn es will Abend werden“ |
| 6   | BWV 650 | Kommst du nun, Jesu, vom Himmel herunter | 9/8     | G-Dur  | Satz 2 Lobe den Herren, der alles so herrlich regieret aus Kantate BWV 137: „Lobe den Herren“           |

## Weitere wichtige Sammlungen von Choralvorspielen
- Orgelbüchlein (BWV 599–644)
- Leipziger Choräle („Achtzehn Choräle von verschiedener Art“, BWV 651–668)
- Clavierübung Teil III (BWV 669–689)